# Stadniki (Wilkowo)
Stadniki – część wsi Wilkowo w Polsce, położona w województwie warmińsko-mazurskim, w powiecie kętrzyńskim, w gminie Kętrzyn.
W latach 1975–1998 Stadniki administracyjnie należały do województwa olsztyńskiego.